# 長岡京市立長岡第四中学校
長岡京市立長岡第四中学校（ながおかきょうしりつ ながおかだいよんちゅうがっこう）は、京都府長岡京市下海印寺西山田にある公立中学校。長岡京市南西部の丘陵地帯に位置する。愛称は「四中」（よんちゅう）、「長四中」（ながよんちゅう）。

## 沿革
1971年に策定された「長岡町総合計画」では、1960年代から始まった人口急増の結果、将来的に町立中学校が4校必要であるとの計画を立てていた。1970年代に長岡京市立長岡第二中学校、長岡京市立長岡第三中学校の2校が長岡京市立長岡中学校の分離校として開校した。1980年代には市西部の人口増加に対応するため、下海印寺に第四中学校が建設されることになった。それが現在の長岡第四中学校である。1984年4月に開校する予定で1982年末に用地買収が完了したが、周辺地域住民の一部が工事車両の通過や工事騒音を懸念して「建設反対同盟」を結成したため、1年遅れた1985年4月の開校となった。総工費は約42億円（土地買収費用30億円、建設費用12億円）である。グラウンドには開校当初から夜間照明設備が設置されている。1988年4月には制服が現在採用されているブレザーへ変更が行われた。

### 年表
- 1982年（昭和57年）11月 - 用地買収を完了
- 1985年（昭和60年）4月 - 開校（生徒数691人・19学級）
- 1986年（昭和61年）
  - 2月 - 校歌発表会を挙行
  - 5月 - アーリントン使節団来校
- 1988年（昭和63年）4月 - 新制服（ブレザー）を制定
- 1990年（平成2年）9月 - LL教室設置
- 1993年（平成5年）8月 - コンピューター教室設置
- 1998年（平成10年）
  - 3月 - 武道場竣工
  - 4月 - 心の教室相談員配置
- 1999年（平成11年）4月 - スクールカウンセラー配置
- 2000年（平成12年）9月 - コンピューター機器を更新
- 2006年（平成18年）
  - 4月 - 学校選択制度開始
  - 10月 - コンピューター機器を更新
- 2008年（平成20年）9月 - 普通教室にエアコンを設置
- 2010年（平成22年）3月 - 校務用コンピューターを導入

## 主な面積
- 敷地：27,577㎡（市立中学校第1位）
- グラウンド：9,810㎡（市立中学校第3位）
- プール：400㎡
- 体育館：999㎡
- 武道場：250㎡

## 部活動
体育系
- 陸上競技部
- 野球部
- 卓球部
- ソフトテニス部
- バスケットボール部
- バレーボール部
- 水泳部
- バドミントン部
- サッカー部
- 剣道部

文化系
- 吹奏楽部
- 美術部

## 著名な出身者
- 中小路健吾 - 長岡京市長
- 家長昭博 - プロサッカー選手[1]
- 山下健二郎 - 三代目J Soul Brothers（ダンス＆ボーカルグループ）[2]
- 神崎けんいちろう (童謡歌手)

## 基本的な通学区域
- 長岡京市立長岡第四小学校の校区（阪急京都本線以西の地域）
- 長岡京市立長岡第五小学校の校区（全域）

## 周辺施設
- 高台3号公園

## 交通アクセス
- 東海道本線（JR京都線） 長岡京駅下車
- 阪急京都本線 長岡天神駅下車
- 阪急京都本線 西山天王山駅下車

## 校区が隣接している学校
- 長岡京市立長岡中学校
- 長岡京市立長岡第三中学校
- 大山崎町立大山崎中学校
- （大阪府）島本町立第二中学校